# Oporophylla despicillator
Oporophylla despicillator là một loài bướm đêm trong họ Noctuidae.